# Комарновская городская община
Комарновская городская общи́на (укр. Комарнівська міська громада) — территориальная община во Львовском районе Львовской области Украины.
Административный центр — город Комарно.
Население составляет 13 863 человека. Площадь — 184,2 км².

## Населённые пункты
В состав общины входит 1 город (Комарно) и 21 село:
- Акимчицы
- Андриянов
- Березец
- Бучалы
- Грабино
- Громное
- Заболотье
- Катериничи
- Клецко
- Литовка
- Ливчицы
- Монастырец
- Мосты
- Новое Село
- Паланики
- Переможное
- Подзверинец
- Поляна
- Татаринов
- Тершаков
- Тулиголово